# إيسقراط
إيسُقراط (436 - 338 ق.م) هو كاتب ومعلم يوناني.
أنشأ سنة 392 ق.م معهداً لتخريج الخطباء ورجال السياسة. دعا إيسقراط إلى الوحدة اليونانية واقترح أن تتعاون أثينة وإسبارطة لشن حرب للقضاء على الأمبراطورية الفارسية.

## روابط خارجية
- إيسقراط على موقع الموسوعة البريطانية (الإنجليزية)
- إيسقراط على موقع إن إن دي بي (الإنجليزية)